# Inviting-in
Inviting-In (deutsch etwa: „Hineinladen“) ist ein Begriff aus der queeren Diskurs- und Alltagskultur, der als Outing-Gegenentwurf zum Konzept des Coming-out verwendet wird.

## Konzept
Während das Coming-out traditionell den Schritt bezeichnet, bei dem eine Person ihre sexuelle Orientierung oder geschlechtliche Identität einer Öffentlichkeit offenbart, betont Inviting-In die Selbstbestimmung darüber, wem, wann und in welchem Rahmen persönliche Informationen zur eigenen Sexualität mitgeteilt werden.
Der Begriff wurde insbesondere in queeren, postmigrantischen und feministischen Kontexten als bewusstes Reframing etabliert, um die normative Erwartungshaltung an marginalisierte Personen zu hinterfragen, sich zu „outen“. Inviting-In verschiebt den Fokus vom öffentlichen Bekenntnis zur gezielten und selbstbestimmten Kommunikation im vertrauten oder relationalen Rahmen. Dabei werden alle Identitäten als gleichwertig und Queerness nicht als „etwas Anderes“ markiert.

## Verbreitung
Als Begründerin des Begriffes gilt die australische Psychologin und Psychotherapeutin Sekneh Hammoud-Becket, die ihn gemeinsam mit ihren Klienten entwickelt und in 2007 in einem wissenschaftlichen Journal eingehend beschrieben hat. Sie betont dort, dass Klienten über ein Inviting-in ihre Selbstbestimmung in ihr Zentrum rücken und so gesellschaftlicher Druck abgebaut werden könne.
Der amerikanische Schriftsteller und Aktivist Darnell L. Moore trug in den frühen 2010er Jahren weiter zur Popularisierung des Begriffs bei. In einem Essay aus 2012 betonte Moore, dass es nicht die Pflicht queerer Menschen sei, sich vor anderen zu erklären, sondern dass sie ausgewählten Personen einen Zugang zu ihrer Identität als Einladung ermöglichen.
In der Populärkultur wird der Begriff unter anderen von der über die Netflix-Serie Queer Eye bekannt gewordenen TV-Persönlichkeit Karamo Brown genutzt. In einem Video-Interview in 2018 sagte er: „Für mich gibt ein Coming-Out die Kontrolle an das Gegenüber ab, dich zu akzeptieren oder abzulehnen. Wenn du Inviting In benutzt, behältst du die Kontrolle.“
In 2022 verhandelte der vom WDR produzierte Podcast BBQ – Der Black Brown Queere Podcast von COSMO das Titelthema „Coming-Out/Inviting-In?“. Im Jahr 2024 fand in Berlin am Literarische Colloquium das Festival „Coming-Out, Inviting-In“ statt und verhandelte moderne Praktiken von Outings.

## Nutzung und Kritik
Der Begriff wird inzwischen auch in therapeutischen, pädagogischen und kulturellen Kontexten diskutiert, etwa im Hinblick auf Safer Spaces, Identitätspolitiken und Empowerment-Strategien innerhalb queerer Communities. Befürworter des Inviting-in betonen, dass der Begriff gesellschaftliche Normen und Ansprüche abbauen kann. Kritiker hingegen fürchten, dass durch Inviting-in zunehmend selektive Geheimhaltung entstünde und das hinderlich für die für vor allem Sichtbarkeit kämpfende LGBTQIA*-Bewegung sei.

## Weiterführende Literatur
- Kirsten Teren, Gisela Fux Wolf, Mari Günther: Psychotherapie mit trans* und nichtbinären Personen: Praxisleitfaden für komplexe Behandlungsbedarfe. Ernst Reinhardt Verlag, München 2025, ISBN 978-3-497-03301-0.
- Corinna Huber: Inviting-in statt Coming-out. In: Friederike Emmerling, Judith Heinz, Johanna Schwung, Julia Blando, (Hrsg.): Ich bin VIELE! Neue ungehaltene Reden ungehaltener Frauen. S. Fischer Verlag, 2025, ISBN 978-3-596-71208-3.
- Thomas Geiger, Norbert Miller, Joachim Sartorius (Hrsg.): Coming Out, Inviting In: Sprache im technischen Zeitalter. Böhlau, Köln 2024, ISBN 978-3-412-53003-7.
- K. Robin: Trans-Geschlechtlichkeit und Visualität: Sichtbarkeitsordnungen in Medizin, Subkultur und Spielfilm. transcript Queer Studies, Saalfeld 2020, ISBN 978-3-8376-5076-1.
- Cody J. Sanders: A Brief Guide to ministry with LGBTQIA Youth. Westminster John Know Press, Louisville 2017, ISBN 978-0-664-26250-1, S. 49.
- Lyndsey Moon (Hrsg.): Counselling Ideologies: Queer Challenges to Heteronormativity. Routledge, New York 2016, ISBN 978-0-7546-7683-6.
- Sekneh Hammoud-Beckett: Azima ila Hayati: An invitation in to my life: Narrative conversations about sexual identity. In: The International Journal of Narrative Therapy and Community Work. Dulwich Centre, 2007, ISBN 978-1-03-245989-9. (dulwichcentre.com.au)